# Polyalthia tipuliflora
Polyalthia tipuliflora är en kirimojaväxtart som beskrevs av David Mark Johnson. Polyalthia tipuliflora ingår i släktet Polyalthia och familjen kirimojaväxter. Inga underarter finns listade i Catalogue of Life.